# 马杜赖苏丹国
马杜赖苏丹国 是1335年由來自印度北部的一位凯塔尔人宣布脱离德里蘇丹國後成立的國家。首都位於現今印度泰米尔纳德邦的马杜赖。當地的居民主要是讲印度斯坦语的穆斯林。1378年，马杜赖苏丹国被毗奢耶那伽罗王朝消滅。